# Acanthogonatus subcalpeianus
Acanthogonatus subcalpeianus is een spinnensoort in de taxonomische indeling van de bruine klapdeurspinnen (Nemesiidae).
Acanthogonatus subcalpeianus werd in 1849 beschreven door Nicolet.